# ニコニコ超パーティー
ニコニコ超パーティー（ニコニコちょうパーティー）とはドワンゴが主催する大型ステージイベントである。略称は超パ、超パーティ。コンセプトは「ネットで今最も熱い音楽がリアルに集結僕たちの音楽がここにある」。初回から第3回目までは幕張メッセ、第4回目以降はさいたまスーパーアリーナが会場となる。

## 背景
超パーティは、ボカロ、歌ってみた、踊ってみた、演奏してみたなど様々なジャンルで音楽を発信しているクリエーターたちが一堂に会するライブステージ。会場は全席指定であり、ニコニコプレミア会員ならば先行で席を予約することができる。また、ニコニコ生放送にて全編生放送が行われ、チケットを購入することで見ることが可能である。
2015年、これまでは超会議と同日に行われていたが、「超会議に参加すると、パーティーに参加できない」というユーザーの多数の意見により幕張で行われているニコニコ超会議から分離し、さいたまスーパーアリーナにて単独で開かれることとなった。ライブ時間は8時間に及んだ。
2022年10月15日、4年ぶりに開催された。今回の超パーティーは10月8日から10月16日までの日程でネットにて行われたミュージック超会議の中の一つのイベントとして行われた。プレミアム会員であれば無料で見ることができた。またこの回からA席が廃止され、S席、SS席のみになったほか、プラチナスイートルームが販売された。名前から『ニコニコ』が無くなったのは、ニコニコではリーチ出来ない人をニコニコに呼び込んで盛り上げたいという意図が存在する。

### 主な開催内容
2012年に開催された第1回では、2ch(現5ch)を開設したひろゆきや、現株式会社KADOKAWAの代表取締役である夏目剛の当時のニコニコ運営のほかに、ビリー・へリントンや広瀬香美などが出演した。
2013年は、ユーザーが舞台に立てる企画・キャンペーンが存在した。募集された一般人を含め総勢354名が登場するイベントとなった。歌い手として天月や伊東歌詞太郎、降臨してみたで小林幸子などが出演した。
2014年は、協賛としてauが協力。AKINO with bless4、ふなっしーなどが出演した。
2015年はユーザーの声により超会議とは別にさいたまスーパーアリーナで開催された。また、開催日が1日へと減った。来場者は1万5000人。
2016年は小林幸子が超豪華衣装の巨大獅子に乗って登場した。ゲーム実況エリアでは、『人狼』『ドラゴンクエストX』などがプレイされた。
2017年は異色演奏者のケロリンやabeshiなどが登場した。他にも、＿(アンダーバー)などの歌い手も登場した。
2018年は募集企画としてワールドワイドフェスティバル ダンサーズというものの募集が行われ、百人程度の人が舞台の上で踊った。
2019年から2021年はコンテンツの見直し、東京オリンピック開催に伴う会場の確保困難、新型コロナウイルス感染症拡大など複数の理由により、開催が休止となる。
2022年は、4年ぶりに開催され、ミュージック超会議内の一つのイベントとして行われた。1日目には参加者一覧には存在しなかったゆゆうたが登場した。2日目には、赤ピコが12年ぶりに再開し歌唱した。また、著作権や権利の都合上Adoの登場部分は生放送ではカットされた。また、配信版ではDAY2のエンディング後、ニコニコ動画の新たな18代目のバージョン(eR)が発表された。
2023年は、9月12日に配信された「月刊ニコニコインフォ」において、開催を見送ることが発表された。
2024年は超パーティーの代替イベントとしてニコニコ超会議の開催期間中に超音楽祭として１０年ぶりに幕張メッセで開催される。

## 各回の開催概要
詳細については公式サイトやニコニコ大百科の記事を参照。
キャッチフレーズなど2014年まで超会議と同じ部分が存在する。さいたまスーパーアリーナの最大収容人数は1万5000人である。
| 開催日                | 開催名                   | キャッチフレーズ                                       | 来場者数        | ネット来場者数 | 収支４              | 備考/他                                |
| --------------------- | ------------------------ | ------------------------------------------------------ | --------------- | -------------- | ------------------- | -------------------------------------- |
| 2012年4月28日 - 29日  | ニコニコ超パーティー     | 集まれば、強くなる。                                   | 9万2384人       | 347万766人     | 4億7081万25円の赤字 | 超会議分を含む。                       |
| 2013年4月27日 - 28日  | ニコニコ超パーティーⅡ    | 踏み出せば、あなたの舞台。ようこそ、夢のカーニバルへ。 | 10万3561人      | 509万4944人    | 8854万2000円の赤字  | 超会議分を含む。                       |
| 2014年4月26日 - 27日  | ニコニコ超パーティーⅢ    | 100万人の仲間と騒ぐ、約束の世界。                      | 12万4966人      | 786万4158人    | 7039万3314円の赤字  | 超会議分を含む。                       |
| 2015年10月25日        | ニコニコ超パーティー2015 | ひとりでは見れない夢がある。                           | 1万5000人(上限) | (不明)         | (不明)              |                                        |
| 2016年11月3日         | ニコニコ超パーティー2016 | 気がつけば、ここにいた。                               | 1万5000人(上限) | (不明)         | (不明)              |                                        |
| 2017年11月3日         | ニコニコ超パーティー2017 | 一人ひとりが、つかまえた世界。                         | 1万5000人(上限) | (不明)         | (不明)              |                                        |
| 2018年11月3日         | ニコニコ超パーティー2018 | この夢は、独りじゃないことを教えてくれた。             | 1万5000人(上限) | (不明)         | (不明)              |                                        |
| 2022年10月15日 - 16日 | 超パーティー2022         | 五感で、くらえ。                                       | 1万5000人(上限) | (不明)         | (不明)              | ミュージック超会議2022内で開催された。 |

## 関連イベント
- ニコニコ超会議
- ニコニコ大会議
- ニコニコ町会議
- 闘会議